# أوتو فيلهلم ثوميه
أوتو فيلهلم ثوميه (بالألمانية: Otto Wilhelm Thomé)‏ (و. 1840 – 1925 م) هو رسام نباتي، ورسام توضيحي، وعالم نبات من ألمانيا . ولد في كولونيا .